# Tegelsmora församling
Tegelsmora församling var en församling i Örbyhus kontrakt i Uppsala stift i Svenska kyrkan. Församlingen låg i Tierps kommun i Uppsala län och ingick i Örbyhus pastorat. Församlingen uppgick 2014 i Vendel-Tegelsmora församling.

## Administrativ historik
Församlingen har medeltida ursprung och utgjorde till 1991 ett eget pastorat, för att därefter till 2014 ingå i ett pastorat gemensamt med Vendels församling, från 2001 benämnt Örbyhus pastorat.
Församlingen uppgick 2014 i Vendel-Tegelsmora församling.

## Kyrkor
- Tegelsmora kyrka